# Mary Stewart, Countess of Buchan
Mary Stewart, Countess of Buchan (* nach 1427; † 20. März 1465) war eine schottische Prinzessin und Gattin des zeeländischen Adligen Wolfhart VI. von Borsselen.

## Familie
Sie war die fünfte Tochter von Jakob I. von Schottland und Lady Joan Beaufort. Mary hatte fünf Schwestern und Zwillingsbrüder, von denen einer im Säuglingsalter starb. Ihr überlebender Bruder wurde Jakob II., König von Schottland. Ihre Schwestern heirateten in verschiedene europäische Königshäuser ein. Ihre Schwester Margaret wurde Kronprinzessin von Frankreich (Dauphine de France), starb jedoch kinderlos im Alter von 20 Jahren, offenbar an Fieber. Ihre Schwester Isabella wurde als zweite Frau von Herzog Franz I. Herzogin der Bretagne und bekam zwei Töchter. Eine andere Schwester, Eleonore, heiratete Herzog Siegmund von Tirol und lebte in Österreich, starb jedoch ohne Nachkommen. Ihre Schwester Joan (Johanna), eine Taubstumme, blieb in Schottland und heiratete den schottischen Adligen James Douglas, 3. Earl of Angus; die Ehe blieb kinderlos. Ihre jüngste Schwester Annabella war zweimal verheiratet, zuerst mit Ludwig von Savoyen, Graf von Genf, später mit George Gordon, 2. Earl of Huntly, beide Ehen wurden annulliert; mit ihrem zweiten Ehemann hatte sie mehrere Kinder.

## Ehe
1444 heiratete sie in Veere in der Grafschaft Zeeland Wolfhart VI. von Borsselen (1430–1487). Dieser war der Sohn und Erbe von Heinrich II. von Borsselen (1405–1474), Herr von Veere und Graf von Grandpré, aus dessen Ehe mit Johanna von Halewyn. Die Ehe förderte die Handelsbeziehungen zwischen Schottland und den Burgundischen Niederlanden. Anlässlich der Eheschließung verlieh ihr Bruder König Jakob II. Mary das Earldom Buchan, wodurch sie Countess of Buchan und ihr Gatte de iure uxoris Earl of Buchan wurde. Sie lebte fortan bis zu ihrem Tod im Jahr 1465 in Zeeland. Sie hatte zwei Kinder, die beide jung starben. 1464 war ihr Ehemann Marschall von Frankreich.

## Tod
Mary starb am 20. März 1465 im Alter von 30 bis 40 Jahren. Sie wurde in Zandenburg bei Veere begraben.
Das Earldom Buchan erlosch mangels lebender Nachkommen mit ihrem Tod und wurde schließlich 1469 ihrem Halbbruder James Stewart (dem Sohn ihrer Mutter aus zweiter Ehe) 1. Earl of Buchan neu verliehen.
Ihr Witwer heiratete 1468 in zweiter Ehe Charlotte de Bourbon, die Tochter von Ludwig I., Graf von Montpensier. Wolfart beerbte 1474 seinen Vater als Herr von Veere und Graf von Grandpré und starb 1487.